# Кара-Чумыш (село)
Кара-Чумыш — село в Прокопьевском районе Кемеровской области. Входит в состав Каменно-Ключевского сельского поселения.

## География
Центральная часть населённого пункта расположена на высоте 389 метров над уровнем моря.

## Население
По данным Всероссийской переписи населения 2010 года, в селе Кара-Чумыш проживает 107 человек (52 мужчины, 55 женщин).